# Palisade (Nevada)

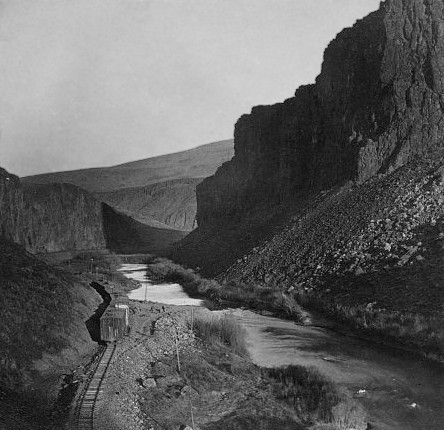
Palisade Canyon, durante a construção da Primeira Ferrovia Transcontinental em 1868 (LOC).

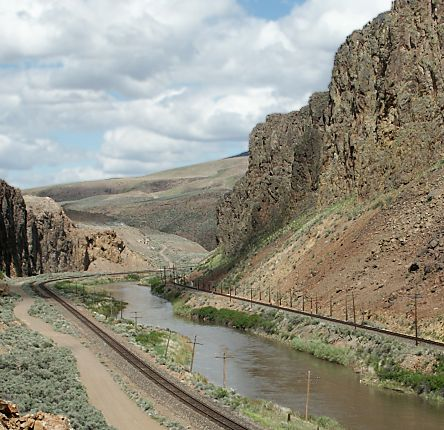
Palisade Canyon, a nordeste de Palisade em 2008..

Palisade (originalmente chamada Palisades) é uma comunidade não incorporada e cidade fantasma localizada no condado de Eureka, no nordeste do estado de Nevada nos Estados Unidos.Fica situada a 16 quilómetros de Carlin e a 47 quilómetros a sudoeste de Elko. Apesar de ser uma cidade fantasma (apesar de viverem ali uma dúzia de pessoas), ela tem uma rica história a seguir à construção da Primeira Ferrovia Transcontinental.  Palisade Canyon (também chamada  12-Mile e 10-Mile Canyon), um importante obstáculo para a construção e operação da rodovia/via férrea, que passa a oeste.

## História
Palisade foi fundada em 1868, como estação da Central Pacific, que mais tarde se tornou na Southern Pacific. Chegou a te uma população de 600 habitantes, com igrejas, lojas com vários negócios e um distrito residencial. A vila viu a sua importância a aumentar em 1874 quando começou a funcionar a linha entre Eureka e Palisade. Quando Eureka entrou em declínio, sucedeu o mesmo a Palisade. À medida que as minas de Eureka iam diminuindo, a linha férrea entre  Eureka e Palisade tornava-se cada vez menos utilizada. Em 1910, a vila foi atingida por inundações destruindo lojas e as linha de comboio. Em 1915, a vila tinha ainda 242 habitantes, mas passados poucos anos depois tinha apenas 150.Quando a  Eureka-Nevada Railroad parou os carris, começou o fim da vila, a estação de correio encerrou em 1961 e Palisade transformou-se em cidade fantasma. Desde a década de 1920 que a vila pertencia a um homem de negócios de Atlanta, John Sexton, que vendeu a vila em 26 de abril de 2005 a um comprador não identificado por 150.000 dólares. John Sexton, que já não visitava a vila há 35 anos, disse que vendeu a vila porque precisava de juntar dinheiro para matricular a filha na faculdade...